# Jan Koncewicz
Jan Tomasz Koncewicz (ur. 12 maja 1795 w Łomazach, zm. 29 sierpnia 1859 w Warszawie) – wykładowca w Instytucie Politechnicznym, nauczyciel.

## Życiorys
Urodził się w Łomazach 12 maja 1795 w rodzinie Tomasza i Aleksandry z d. Sosnowska jako średni syn swoich rodziców. Uczył się w szkole w Białej Radziwiłowskiej oraz Liceum Warszawskim i w 1820 ukończył Królewski Uniwersytet Warszawski. Następnie został asystentem A.M.Kitajewskiego na wydziale chemii. 
W 1823-25 był profesorem w szkole wojewódzkiej w Kielcach. W 1825 został wybrany do prowadzenia zajęć z chemii organicznej w planowanym Instytucie Politechnicznym i wysłany dla dalszej nauki za granicę. Kształcił się w Niemczech, Francji i Anglii i w 1829 rozpoczął nauczanie w Szkole Przygotowawczej do Instytutu Politechnicznego.
Po upadku powstania listopadowego utrzymywał się z prywatnego nauczania oraz nauczał w szkole wojewódzkiej w Szczebrzeszynie. W latach 1835–41 uczył ponownie w Kielcach. W 1841 został przeniesiony na nauczyciela nauk technicznych i geografii w Gimnazjum Realnym w Warszawie gdzie wykładał przez następne 11 lat kiedy przeszedł na emeryturę.
Należał do Rady Przemysłowej w Komisji Rządowej Spraw Wewnętrznych i Duchowych Królestwa Polskiego oraz był członkiem Towarzystwa Naukowego Krakowskiego. Należał do redakcji i był współpracownikiem Biblioteki Warszawskiej. Swoje artykuły umieszczał w Kalendarzu Powszechnym Niezabitowskiego oraz w "Korespondencie Handlowym, Przemysłowym i Rolniczym" i od 1842 był redaktorem „Roczników Gospodarstwa Krajowego”.
Żonaty z Katarzyną Salomeą z d. Łuszczkiewicz, mieli dwie córki Zofię Józefę i Aleksandrę. Zmarł 29 sierpnia 1859 w Warszawie i pochowany został na cmentarzu Powązkowskim.

## Publikacje
- "O potrzebie ścisłego stosowania się w budowaniu domów do klimatu i natury używanych materiałów celem zapobieżenia tak powszechnym dzisiaj zimnie i wilgoci w mieszkaniach" – Kielce 1836,
- "Praktyczny wykład sztuki gorzelniczej" Warszawa – 1841,
- "Piwowarstwo w całej obszerności praktycznie wyłożone" – Warszawa 1847.